# Țuglui
Ţuglui es una comuna ubicada en el distrito de Dolj, Rumania.

## Superficie
Posee una superficie de 38,70 kilómetros cuadrados.

## Demografía
Hasta 2021 la población era de 2734 habitantes, con una densidad de población de 70,65 habitantes por kilómetro cuadrado.